# Путёвка (Брянская область)
Путёвка (Сне́жка) — пригородный посёлок Брянска, у западной окраины его центральной части, на автотрассе А141 (направление на Смоленск). Административный центр Снежского сельского поселения Брянского района. Имея население около 9 тысяч человек, является одним из крупнейших сельских населённых пунктов области.

## Название
В посёлке расположена птицефабрика «Снежка», являющаяся крупнейшим сельскохозяйственным предприятием Брянской области. В связи с этим за посёлком закрепилось неофициальное название «Снежка», а сформированный в 1997 году сельсовет (с 2005 — сельское поселение) с центром в посёлке Путёвка называется Снежским.

## История
Возник в начале XX века; до 1970 года входил в Толмачевский сельсовет, в 1970—1997 гг. — в Мичуринский.

## Население
| 2002 | 2010  | 2012  | 2013  | 2021  |
| ---- | ----- | ----- | ----- | ----- |
| 3730 | ↗4736 | ↗4932 | ↗5077 | ↗8985 |

Благодаря тому, что посёлок непосредственно прилегает к городской черте, в последние годы ведётся его активная застройка многоэтажными домами ЖК Мегаполис-Парк, в результате чего отмечается значительный прирост населения.
| Годы      | 1979 | 1989 | 1999 | 2008 | 2009 | 2011 |
| --------- | ---- | ---- | ---- | ---- | ---- | ---- |
| Население | 984  | 1179 | 2731 | 4047 | 4277 | 4744 |

## Экономика
В посёлке расположена птицефабрика «Снежка», являющаяся крупнейшим сельскохозяйственным предприятием Брянской области.

## Инфраструктура
Имеется Дом культуры, отделение связи, отделение полиции.

## Транспорт
Посёлок включён в транспортную систему города Брянска и связан с ним регулярным сообщением автобусами и маршрутными такси.